# The World of Henry Orient
The World of Henry Orient és una pel·lícula estatunidenca dirigida per George Roy Hill, estrenada l'any 1964.

## Argument
Dues col·legiales, fascinades per un concertista de piano, l'espien, el segueixen per tot arreu i conspiren per introduir-se en la seva vida en una desenfrenada i boja història. Amb Nova York com a teló de fons, les precoces adolescents faran tot el possible per no perdre de vista al seu heroi, posant potes enlaire la vida de Henry Orient.

## Repartiment
- Peter Sellers: Henry Orient
- Tippy Walker: Valerie 'Val' Campbell Boyd
- Merrie Spaeth: Marian 'Gil' Gilbert
- Paula Prentiss: Stella Dunnworthy
- Angela Lansbury: Isabel Boyd
- Tom Bosley: Frank Boyd
- Phyllis Thaxter: Mrs. Avis Gilbert
- Bibi Osterwald: Erica 'Boothy' Booth
- John Fiedler: Sidney
- Al Lewis: Store Owner

## Nominacions
- Globus d'Or a la millor pel·lícula musical o còmica
- Palma d'Or	George Roy Hill